# Artistes singuliers d'Essaouira
 (mars 2015).
Les artistes singuliers d'Essaouira sont des peintres et sculpteurs marocains. Considérée comme étant une école à part dans l'histoire de la peinture contemporaine, celle d'Essaouira, au Maroc, doit son émergence et son rayonnement à un habitant de la région, d'origine Danoise, Frédéric Damgaard, reconnu pour ses nombreuses recherches sur les relations entre l'art de ces artistes, les traditions populaires de la région et les confréries locales comme les Aissawa ou les hmadcha.
Connu pour être une référence au Maroc comme à l'international de cet art Souiri, Damgaard a à son actif plusieurs publications d'ouvrages en relation avec le sujet, notamment sur les  gnaouas, ou encore Essaouira . 

## Un art singulier

### Caractéristiques
Jean Hubert Martin, historien d'art, figure de l'art contemporain et ancien conservateur du musée national d'art d’Afrique et d’Océanie, parle d'eux en ces termes : Je n'ai jamais rien vu de semblable, ce sont des singuliers de l'art.
Pour la plupart autodidactes, à l'image de Mohamed Tabal, figure de proue du mouvement, ces artistes sont avant tout des artisans et ouvriers qui s'inspirent de leur quotidien mais également de légendes locales traditionnelles ou religieuses, comme les Djinn, largement cités dans le Coran, source de l'Islam. Ayant fait l'objet de différents articles,, ces artistes ont de singulier qu'ils mettent en peinture un imaginaire et une culture collective populaire au travers d’œuvres de type art brut, ces artistes n'ayant reçu aucune formation artistique et ne sachant ni lire, ni écrire, dans leur grande majorité.

### Un art de la transe
Ces artistes ne font pas que s'inspirer des traditions populaires des confréries locales, ils créent en état de transe et en retranscrivent les cérémonies, étroitement liées à celles du Vaudou au travers d'idées, de personnages mythiques et de croyances phares largement répandues dans cet univers :  Aisha Kandisha, les djinn,la khamsa mais aussi les instruments comme le guembri et les crotales.

### Expositions
Des expositions ont été organisées à plusieurs occasions pour faire découvrir et participer à la promotion de ces artistes : 
- 11/03 au 14/11 2021 : Outsiders/Insiders? Artistes d’Essaouira des collections Fondation Alliances et Fundación Yannick y Ben Jakober au musée d’art contemporain africain Al Maaden (MACAAL) de Marrakech
- 30/07 au 05/12 2014 : musée Sa bassa blanca, à Majorque en Espagne : artistes marocains singuliers ;

- biennale du festival les Afrikales à Hérouville-Saint-Clair ;
- 23/06 au 15/09/2002  : manoir de Martigny.

## Principaux artistes
- Ali Maimoune
- Fatima Ettalbi
- Mohamed Tabal
- Said Ouarzaz
- Boujemaa Lakdhar
- Regraguia Benhila
- Regragui Bouslai
- Abdellah Elatrach
- Youssef Ait Tazarin